# HD 5273
HD 5273，又名BD+47 242，SAO 36763、HR 256，是一颗恒星，视星等为6.27，位于銀經123.55，銀緯-14.19，其B1900.0坐标为赤經0h 49m 24s，赤緯+48° -14.19′ 11″。